# Dalea aurea
Dalea aurea är en ärtväxtart som beskrevs av C.Fraser. Dalea aurea ingår i släktet Dalea, och familjen ärtväxter. Inga underarter finns listade i Catalogue of Life.